# Kumlinge kommunvapen

Kumlinge kommunvapen

Kumlinge kommunvapen antogs av Kumlinge kommunalfullmäktige den 15 februari 1948 och det stadfästes av Ålands landskapsregering den 19 december 1951.

## Blasonering
I rött fält en gyllene örn med utbredda vingar, stående på ett kummel av silverstenar.